# Attems (priimek)
Attems je priimek več oseb:    
- Ermest Amadeus Thomas Attems, avstrijski rimskokatoliški škof
- Joseph Oswald Attems, avstrijski rimskokatoliški škof
- Karl Michael Attems, avstrijski rimskokatoliški nadškof
- Ottokar Maria Attems, avstrijski rimskokatoliški škof
- Ignacij Maria Attems, ljubitelj umetnosti, zbiralec
- Ana Auersperg Attems, slikarka
- Ernest Amadej Attems, ljubljanski knezoškof
- Maria Gertruda Attems, zgodovinarka